# 한국석유
한국석유(Korea Petroleum Industries Co.)은 대한민국의 기업이다. 본사는 서울시 용산구 이촌로 166에 위치해 있으며 대표이사는 김득보이다.

## 적대적 인수합병 시도
2007년에 경영컨설팅 업체인 DM파트너스가 17.64%를 취득하여 적대적 인수합병을 시도한 바 있다

## 참고문헌
1. ↑  한국석유 M&A 불붙나, 서울경제, 2007.04.23
2. ↑  김용관, DM은 왜 한국석유를 노렸을까, 더벨, 2008.02.18